# Coppa di testa
La coppa di testa è un salume realizzato con carne suina cotta, prodotto tradizionale della cucina di alcune regioni d'Italia. Prodotta con le sole parti della testa, è diffusa soprattutto in Umbria, nelle Marche, in Abruzzo, Toscana ed Emilia-Romagna, dove viene preparata con alcune piccole varianti, Da non confondersi con la coppa emiliana. Esistono diverse varianti regionali: nelle Marche viene chiamata coppa marchigiana, in Toscana soppressata, o soprassata. Esiste una variante particolare prodotta in diverse parti di Italia ma, soprattutto in Piemonte e Liguria, detta  testa in cassetta.

## Preparazione

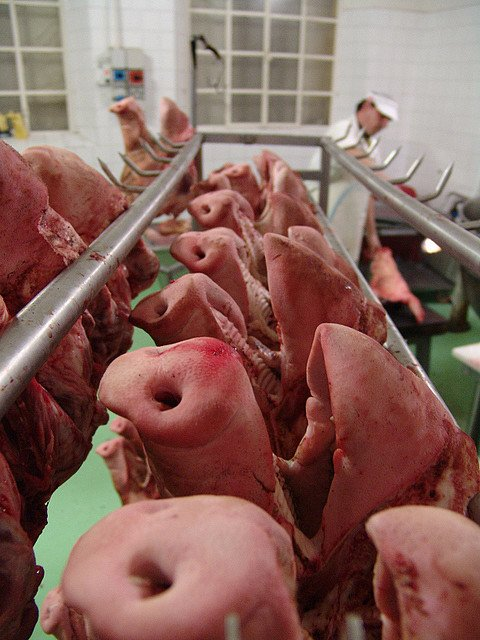
Teste di suino in lavorazione

È preparato a partire dalla testa del suino, accuratamente depilata e privata del cervello, che viene consumato come alimento a sé, e dagli ossi risultanti dal disosso delle carni per altre preparazioni quali salame e salsiccia. Nelle lavorazioni industriali vengono anche aggiunte ulteriori lingue oltre che, eventualmente, in misura maggiore o minore, ritagli di cotenna. Il tutto è fatto bollire in un paiolo d'acciaio o di rame per diverse ore, o comunque fino a quando la pelle, le parti carnose, tendinee, e le cartilagini più elastiche risulteranno facilmente asportabili dall'osso con una forchetta; vengono tolti gli occhi, la cui vista risulterebbe antiestetica in sezione. Le carni così ottenute vengono condite con sale e pepe e poi insaccate tradizionalmente nello stomaco del suino privato di mucosa gastrica e sottomucosa o in una vescica di bovino o in sacche di tela (scelta rischiosa a causa di eventuali sapori di muffa che potrebbero passare all'interno), mentre nelle lavorazioni industriali sono disponibili guaine in cellulosa di vari diametri. Una volta avvenuto il raffreddamento, i gel di collagene di cui è ricca la materia prima aiuteranno il prodotto a mantenere una consistenza soda, elastica e gelatinosa.
Per il tipo di carni utilizzate nella preparazione, viene considerata un insaccato povero: la coppa di testa, infatti, si produce a partire dallo spolpo delle altre parti meno nobili del suino, come la testa, la lingua e le cartilagini auricolari. Viene aromatizzata con l'aggiunta di sale, pepe, aglio, pistacchi, cannella o noce moscata, arance e limoni grattugiati o a pezzi. Viene in genere prodotta nei periodi freddi dell'anno e dopo la cottura viene raffreddata sotto pressa, senza necessità di stagionatura. Al taglio si presenta di colore rosato o grigiastro (a seconda del tempo di cottura), con nervature bianche che testimoniano la presenza delle parti cartilaginee delle orecchie. Il profumo è speziato e il sapore è molto aromatico.

## Consumo
Per tradizione andava consumato entro Pasqua, ma col tempo, data la maggiore conservabilità, è diventato reperibile tutto l'anno. Può essere consumato come affettato con pane o piadina, tigelle, gnocco fritto e simili, oppure accompagnato alla polenta.